# Комитет государственной безопасности Украинской ССР
Комите́т госуда́рственной безопа́сности Украинской ССР (КГБ Украинской ССР, укр. Комітет державної безпеки Української РСР) — центральный республиканский орган государственного управления Украинской ССР. В сфере обеспечения государственной безопасности, действовавший с 1954 по 1991 год. Постановлением Верховной Рады Украины от 20 сентября 1991 г. КГБ УССР был упразднен, а вместо него была создана Служба национальной безопасности Украины (СНБУ).

## Расположение
Адрес: Киев, Владимирская ул., д. 33.

### Территориальные органы
Управления комитета безопасности Украинской ССР были распределены в соответствии с административным территориальным делением УССР:
- УКГБ по Винницкой области
- УКГБ по Волынской области
- УКГБ по Ворошиловградской области (до 1958 г. и 1970 – 1990 г.)
- УКГБ по Днепропетровской области
- УКГБ по Донецкой области (с 1961 г.)
- УКГБ по Дрогобычской области (1954 – 1959 г.)
- УКГБ по Житомирской области
- УКГБ по Закарпатской области
- УКГБ по Запорожской области
- УКГБ по Ивано-Франковской области (с 1962 г.)
- УКГБ по Киевской области (с 1978 г. – по г. Киев и Киевской области)
- УКГБ по Кировоградской области
- УКГБ по Крымской области (c 1954 г. по 19 июня 1991 г.)
- УКГБ по Луганской области (1958 – 1970 г. и с 1990 г.)
- УКГБ по Львовской области
- УКГБ по Николаевской области
- УКГБ по Одесской области
- УКГБ по Полтавской области
- УКГБ по Ровенской области
- УКГБ по Сталинской области (1954 – 1961 г.)
- УКГБ по Станиславской области (1954 – 1962 г.)
- УКГБ по Сумской области
- УКГБ по Тернопольской области
- УКГБ по Харьковской области
- УКГБ по Херсонской области
- УКГБ по Хмельницкой области
- УКГБ по Черкасской области
- УКГБ по Черниговской области
- УКГБ по Черновицкой области
- УКГБ по Крымской АССР (с 19 июня 1991 г.)

## Структура
- Руководство (председатель, заместители председателя, члены КГБ, партком)
- Секретариат
- Инспекция при Председателе
- 1-й отдел (внешняя разведка)
- 2-е Управление (контрразведка)
- 4-е Управление (секретно-политическое)
- 5-е Управление (экономическое)
- 7-е Управление (наружное наблюдение)
- 8-й отдел (шифровально-дешифровальный)
- 9-й отдел (охрана руководителей партии и правительства)
- 2-й спецотдел (применение опертехники)
- 3-й спецотдел (изготовление средств тайнописи, документов для оперативных целей, экспертиза документов и почерков)
- 4-й спецотдел (радиоконтрразведка)
- 5-й спецотдел (изготовление опертехники)
- Отдел «С» (правительственной связи)
- Следственный отдел
- Учетно-архивный отдел
- Тюремный отдел
- Отдел кадров
- Мобилизационный отдел
- Хозяйственное управление
- Вспомогательные подразделения

Впоследствии происходили следующие изменения:
- В 1955 г. создан 6-й спецотдел (перлюстрация телеграфной и почтовой корреспонденции);
- В апреле 1959 г. Инспекция была преобразована в аппарат помощника Председателя;
- В августе 1959 г. 1-й отдел был преобразован в Управление;
- В 1959 г. был упразднен Тюремный отдел, на базе 2-го, 3-го, 4-го, 5-го и 6-го спецотделов создано Оперативно-техническое управление, отдел «С» преобразован в отдел правительственной связи, создан 6-й отдел (транспортный);
- В марте 1960 г. 4-е и 5-е Управления и 6-й отдел были упразднены с передачей функций во 2-е Управление;
- В 1966 г. был создан 4-й отдел (информационно-аналитический), учетно-архивный отдел переименован в 10-й отдел;
- В 1967 г. было создано 5-е Управление (борьба с идеологической диверсией), восстановлена Инспекция при Председателе;
- Приказом КГБ при СМ УССР № 00154 от 18 декабря 1967 г. был создан 6-й отдел (разработка и внедрение в оперативную практику научных основ ведения борьбы с подрывной деятельностью противника);
- В 1970 г. Инспекция была преобразована в Инспекторское управление;
- В мае 1971 г. 6-й отдел был расформирован, его функции разделены между 4-м отделом и Инспекторским управлением;
- Не ранее 1973 г. была создана Служба «Р»;
- В январе 1974 г. Отдел правительственной связи был преобразован в Управление;
- 3 июля 1975 г. приказом КГБ СССР № 0258 9-й отдел был преобразован в Службу;
- В 1976 г. был создан новый 6-й отдел (внутренняя безопасность);
- В мае 1977 г. 4-й отдел был преобразован в 10-й отдел 2-го Управления;
- Приказом КГБ СССР № 0045 от 22 июня 1980 г. была создана Информационно-аналитическая служба;
- В 1981 г. было создано 4-е Управление (контрразведывательное обеспечение объектов транспорта);
- В 1982 г. было создано 6-е Управление (контрразведывательное обеспечение экономики), 6-й отдел сменил номер на 11-й;
- В сентябре 1983 г. было создано 3-е Управление (контрразведывательное обеспечение МВД);
- В 1984 г. Отдел кадров был преобразован в Управление;
- В 1989 г. 5-е Управление было преобразовано в Управление «З» (защита конституционного строя);
- В 1991 г. 3-е Управление было преобразовано в Управление «ОП» (по борьбе с организованной преступностью);

Таким образом, к 1991 году структура КГБ Украинской ССР имела следующий вид:
- Руководство (председатель, заместители председателя, Коллегия КГБ, партком)
- Секретариат
- 1-е Управление (внешняя разведка)
- 2-е Управление (контрразведка)
- 4-е Управление (контрразведывательное обеспечение объектов транспорта)
- 6-е Управление (контрразведывательное обеспечение экономики)
- 7-е Управление (наружное наблюдение)
- 8-й отдел (шифровально-дешифровальный)
- 9-я Служба (охрана руководителей партии и правительства)
- 10-й отдел (учетно-архивный)
- 11-й отдел (внутренняя безопасность)
- Управление «З» (защита конституционного строя)
- Управление «ОП» (по борьбе с организованной преступностью)
- Служба «Р» (радиоконтрразведка)
- Оперативно-техническое управление
- Управление правительственной связи
- Следственный отдел
- Инспекторское управление
- Информационно-аналитическая служба
- Управление кадров
- Мобилизационный отдел
- Хозяйственное управление
- Военно-медицинское управление
- Вспомогательные подразделения

## Руководство
Председатель:
- Никитченко, Виталий Федотович (6 апреля 1954 — 16 июля 1970) полковник, с 31 мая 1954 — генерал-майор, с 1961 — генерал-лейтенант, с 1967 — генерал-полковник.
- Федорчук, Виталий Васильевич (16 июля 1970 — 27 мая 1982) генерал-лейтенант, с 14 декабря 1970 — генерал-полковник.
- Муха, Степан Нестерович (3 июня 1982 — 21 мая 1987) генерал-лейтенант.
- Голушко, Николай Михайлович (21 мая 1987 — 20 сентября 1991) генерал-майор, с 1989 — генерал-лейтенант.

Первый заместитель председателя:
- Слонь, Михаил Варнаевич (15 июня 1954 — 19 апреля 1955) полковник.
- Шульженко, Борис Сергеевич (август 1959 — 4 июня 1970) полковник, с 10 декабря 1964 — генерал-майор.
- Крикун, Серафим Иванович (21 августа 1970 — ноябрь 1974) генерал-майор.
- Муха, Степан Нестерович (январь 1975 — июнь 1982) полковник, с 1975 — генерал-майор, с 1980 — генерал-лейтенант.
- Евтушенко, Василий Моисеевич (1982—1990) генерал-майор.
- Марчук, Евгений Кириллович (1990 — июнь 1991) генерал-майор.
- Шама, Николай Михайлович[укр.] (1991).

Заместители председателя:
- Мороз, Николай Тихонович[укр.] (19 июня 1954 — 7 августа 1959) полковник ГБ, с 1955 — полковник, с 9 января 1957 — генерал-майор.
- Тихонов, Павел Павлович (3 июля 1954 — 7 августа 1959) полковник, с 18 февраля 1958 — генерал-майор.
- Головченко, Иван Харитонович (1955—1962) полковник, генерал-майор.
- Крикун, Серафим Иванович (1961 — 21 августа 1970) генерал-майор.
- Трояк, Николай Захарович[укр.] (1967—1978) генерал-майор.
- Мякушко, Василий Емельянович[укр.] (январь 1971 — август 1984) полковник, с 1972 — генерал-майор.
- Муха, Степан Нестерович (сентябрь 1973 — январь 1975) с 1973 — полковник.
- Лодяный, Владимир Владимирович[укр.] (1976—1980) генерал-майор.
- Евтушенко, Василий Моисеевич (1977—1982) генерал-майор.
- Петров, Юрий Владимирович (1980—1991) генерал-майор.
- Рябоконь, Владимир Александрович (сентябрь 1982 — декабрь 1985) полковник, с 1984 — генерал-майор.
- Ковтун, Георгий Кириллович (сентябрь 1984 — сентябрь 1991) генерал-майор.
- Космач, Вячеслав Саввович (15 января 1986 — 1987) полковник.
- Быхов, Леонид Васильевич (1987—1991) генерал-майор.

Помощники председателя по кадрам:
Начальники отдела (управления) кадров, с декабря 1969 — заместители 
- Кардашев, Александр Васильевич (май 1954 – август 1959) подполковник ГБ, с 1954 — полковник ГБ, с 1955 — полковник, с 1958 — генерал-майор.
- Приймак, Иван Павлович (август 1960 — август 1973) подполковник, с 1962 — полковник.
- Рябоконь, Владимир Александрович (август 1973 — сентябрь 1982) полковник.
- Пыхтин, Владимир Алексеевич (1982—1991) полковник, с 1991 — генерал-майор.